# Maria Anna d'Asburgo (governatrice dei Paesi Bassi Austriaci)
Maria Anna d'Asburgo, arciduchessa d'Austria (Vienna, 18 settembre 1718 – Bruxelles, 16 dicembre 1744), era la terza figlia dell'imperatore Carlo VI d'Asburgo e di Elisabetta Cristina di Brunswick-Wolfenbüttel. Fu Governatrice dei Paesi Bassi Austriaci dal 26 marzo al 16 dicembre 1744.

## Biografia

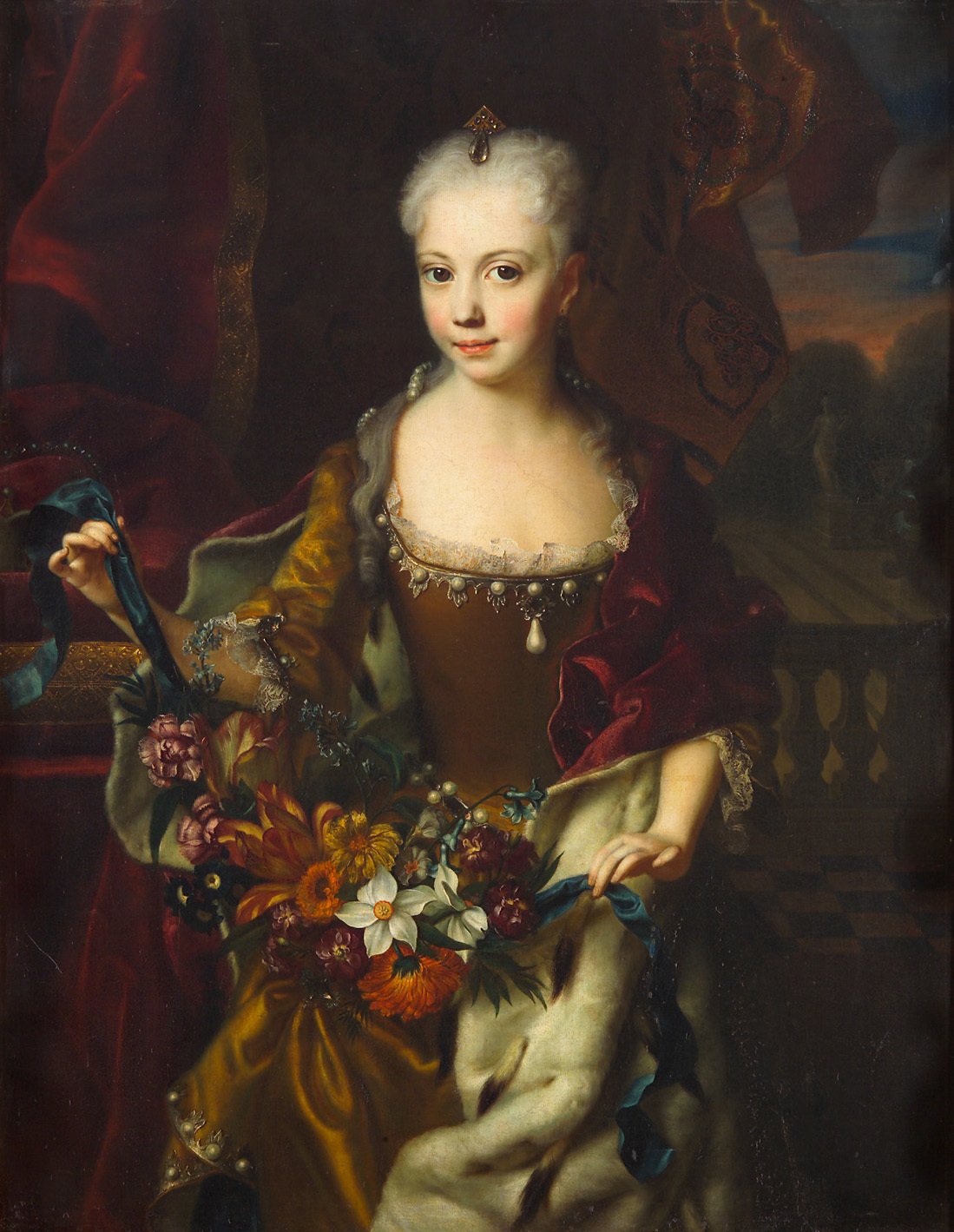
Maria Anna in giovane età.

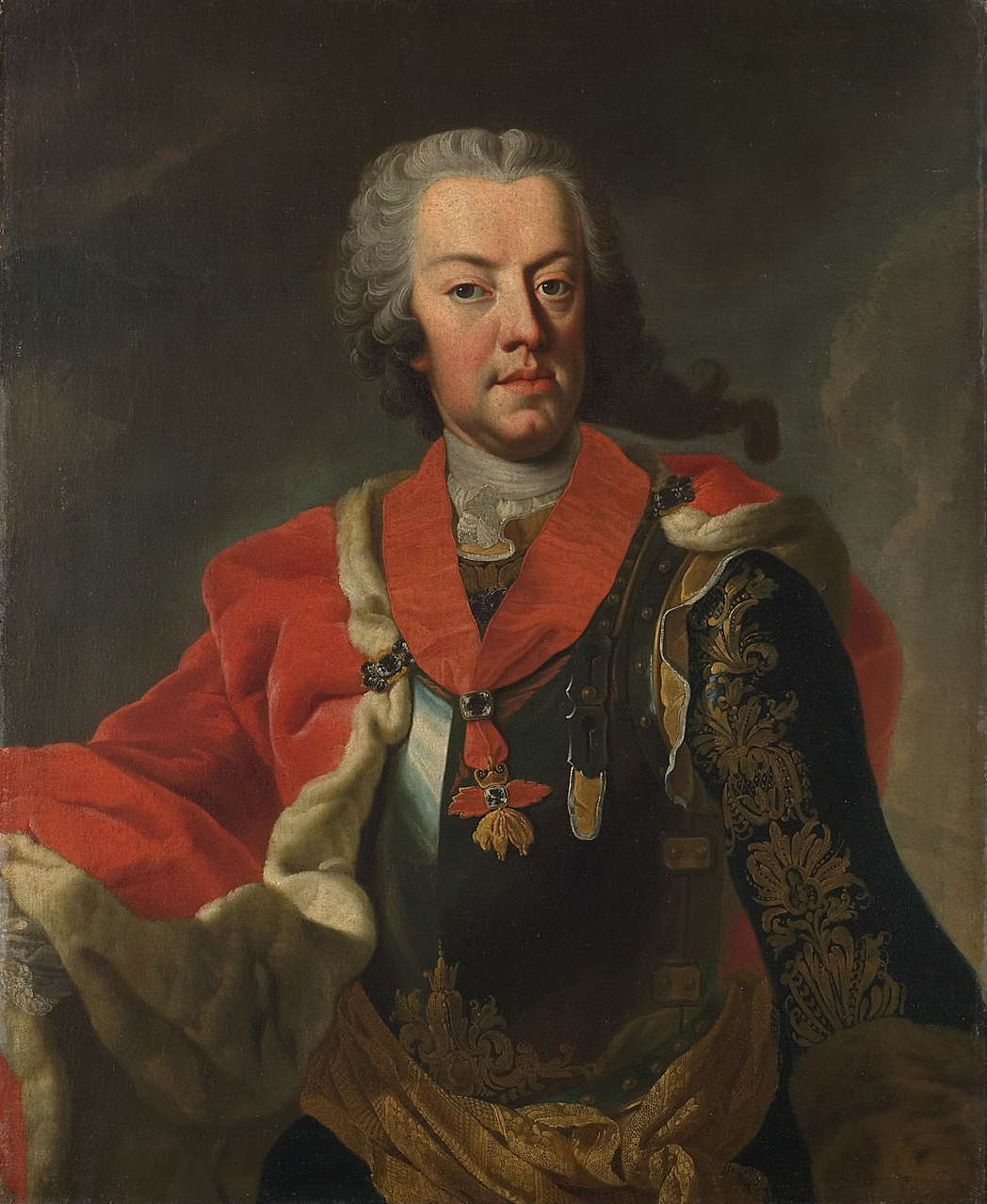
Il Principe Carlo Alessandro di Lorena, marito di Maria Anna.

### Infanzia
Insieme alla sorella Maria Teresa crebbe nel Kaiserhof (Corte imperiale) a Vienna.
Fiducioso di poter avere altri figli maschi dopo la morte del primogenito Leopoldo Giovanni, Carlo non fece allevare le figlie come probabili imperatrici. Era un padre premuroso e affettuoso che appena poteva cercava di passare del tempo in compagnia delle figlie e dell'amata moglie.
Maria Anna e la sorella crebbero quindi in un ambiente familiare più simile a quello borghese che a quello aristocratico.

### Matrimonio
Maria Anna si innamorò del principe Carlo Alessandro di Lorena, il fratello più giovane del marito di Maria Teresa, Francesco I. Ci fu molta resistenza contro il matrimonio, in quanto suo padre avrebbe desiderato un marito di rango più consono alla figlia dell'imperatore.
Fu solo dopo la morte del padre che Maria Teresa dette la sua approvazione per il matrimonio, che si celebrò nella Chiesa degli Agostiniani a Vienna il 7 gennaio 1744.
La coppia fu nominata governatrice dei Paesi Bassi austriaci come successione della zia di Maria Anna, Maria Elisabetta, che morì nel 1741.

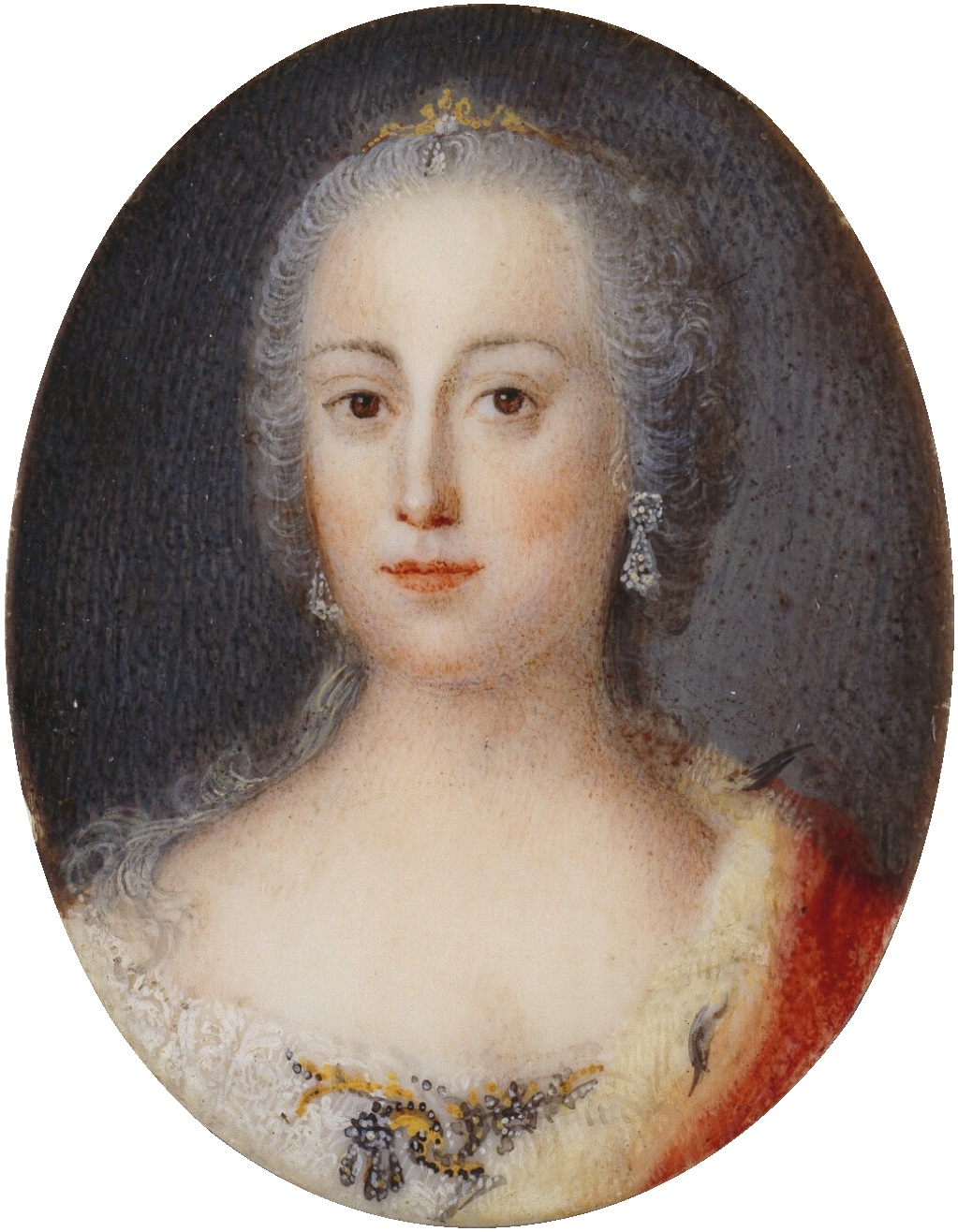
Maria Anna d'Asburgo.

### Morte
Carlo Alessandro si mise in guerra contro la Prussia, mentre Maria Anna, incinta del loro primo figlio, rimase a Bruxelles per sostituire il marito nell'attività di governo.
Il 3 ottobre 1744 l'arciduchessa diede alla luce un bambino morto e morì lei stessa il 16 dicembre 1744 per le conseguenze del parto. Entrambi furono sepolti nella Cripta Imperiale a Vienna.
Carlo Alessandro non si risposò più.

## Ascendenza
|                                               |                                      |                                                              | Genitori                                          |  |  | Nonni |  |  | Bisnonni                 |  |  | Trisnonni               |  |
|                                               |                                      |                                                              |                                                   |  |  |       |  |  | Ferdinando III d'Asburgo |  |  | Ferdinando II d'Asburgo |  |
|                                               |                                      |                                                              |                                                   |  |  |       |  |  | Ferdinando III d'Asburgo |  |  | Ferdinando II d'Asburgo |  |
|                                               |                                      | Maria Anna di Baviera                                        |                                                   |  |  |       |  |  | Ferdinando III d'Asburgo |  |  |                         |  |
| Leopoldo I d'Asburgo                          |                                      |                                                              |                                                   |  |  |       |  |  | Ferdinando III d'Asburgo |  |  |                         |  |
|                                               |                                      | Maria Anna di Spagna                                         | Filippo III di Spagna                             |  |  |       |  |  |                          |  |  |                         |  |
|                                               |                                      | Maria Anna di Spagna                                         | Filippo III di Spagna                             |  |  |       |  |  |                          |  |  |                         |  |
|                                               |                                      | Maria Anna di Spagna                                         | Margherita d'Austria-Stiria                       |  |  |       |  |  |                          |  |  |                         |  |
| Carlo VI d'Asburgo                            |                                      | Maria Anna di Spagna                                         |                                                   |  |  |       |  |  |                          |  |  |                         |  |
|                                               |                                      | Filippo Guglielmo del Palatinato                             | Volfango Guglielmo del Palatinato-Neuburg         |  |  |       |  |  |                          |  |  |                         |  |
|                                               |                                      | Filippo Guglielmo del Palatinato                             | Volfango Guglielmo del Palatinato-Neuburg         |  |  |       |  |  |                          |  |  |                         |  |
|                                               |                                      | Filippo Guglielmo del Palatinato                             | Maddalena di Baviera                              |  |  |       |  |  |                          |  |  |                         |  |
| Eleonora del Palatinato-Neuburg               |                                      | Filippo Guglielmo del Palatinato                             |                                                   |  |  |       |  |  |                          |  |  |                         |  |
|                                               |                                      | Elisabetta Amalia d'Assia-Darmstadt                          | Giorgio II d'Assia-Darmstadt                      |  |  |       |  |  |                          |  |  |                         |  |
|                                               |                                      | Elisabetta Amalia d'Assia-Darmstadt                          | Giorgio II d'Assia-Darmstadt                      |  |  |       |  |  |                          |  |  |                         |  |
|                                               |                                      | Elisabetta Amalia d'Assia-Darmstadt                          | Sofia Eleonora di Sassonia                        |  |  |       |  |  |                          |  |  |                         |  |
| Maria Anna                                    |                                      | Elisabetta Amalia d'Assia-Darmstadt                          |                                                   |  |  |       |  |  |                          |  |  |                         |  |
|                                               | Antonio Ulrico di Brunswick-Lüneburg | Augusto di Brunswick-Lüneburg                                |                                                   |  |  |       |  |  |                          |  |  |                         |  |
|                                               | Antonio Ulrico di Brunswick-Lüneburg | Augusto di Brunswick-Lüneburg                                |                                                   |  |  |       |  |  |                          |  |  |                         |  |
|                                               | Antonio Ulrico di Brunswick-Lüneburg | Dorotea di Anhalt-Zerbst                                     |                                                   |  |  |       |  |  |                          |  |  |                         |  |
| Luigi Rodolfo di Brunswick-Lüneburg           | Antonio Ulrico di Brunswick-Lüneburg |                                                              |                                                   |  |  |       |  |  |                          |  |  |                         |  |
|                                               |                                      | Elisabetta Giuliana di Schleswig-Holstein-Sonderburg-Norburg | Federico di Schleswig-Holstein-Sonderburg-Norburg |  |  |       |  |  |                          |  |  |                         |  |
|                                               |                                      | Elisabetta Giuliana di Schleswig-Holstein-Sonderburg-Norburg | Federico di Schleswig-Holstein-Sonderburg-Norburg |  |  |       |  |  |                          |  |  |                         |  |
|                                               |                                      | Elisabetta Giuliana di Schleswig-Holstein-Sonderburg-Norburg | Eleonora di Anhalt-Zerbst                         |  |  |       |  |  |                          |  |  |                         |  |
| Elisabetta Cristina di Brunswick-Wolfenbüttel |                                      | Elisabetta Giuliana di Schleswig-Holstein-Sonderburg-Norburg |                                                   |  |  |       |  |  |                          |  |  |                         |  |
|                                               |                                      | Alberto Ernesto I di Oettingen-Oettingen                     | Gioacchino Ernesto di Oettingen-Oettingen         |  |  |       |  |  |                          |  |  |                         |  |
|                                               |                                      | Alberto Ernesto I di Oettingen-Oettingen                     | Gioacchino Ernesto di Oettingen-Oettingen         |  |  |       |  |  |                          |  |  |                         |  |
|                                               |                                      | Alberto Ernesto I di Oettingen-Oettingen                     | Anna Dorotea di Hohenlohe-Neuenstein              |  |  |       |  |  |                          |  |  |                         |  |
| Cristina Luisa di Oettingen-Oettingen         |                                      | Alberto Ernesto I di Oettingen-Oettingen                     |                                                   |  |  |       |  |  |                          |  |  |                         |  |
|                                               |                                      | Cristina Federica di Württemberg                             | Eberardo III di Württemberg                       |  |  |       |  |  |                          |  |  |                         |  |
|                                               |                                      | Cristina Federica di Württemberg                             | Eberardo III di Württemberg                       |  |  |       |  |  |                          |  |  |                         |  |
|                                               |                                      | Cristina Federica di Württemberg                             | Anna Caterina Dorotea di Salm-Kyrburg             |  |  |       |  |  |                          |  |  |                         |  |
|                                               |                                      | Cristina Federica di Württemberg                             |                                                   |  |  |       |  |  |                          |  |  |                         |  |